# Primera División de Venezuela 2002-03
La Temporada 2002-03 de la Primera División de Venezuela se inició el 4 de agosto de 2002 con la participación de 10 equipos, entre ellos el ascendido de la segunda división Carabobo FC y Unión Atlético Maracaibo que tomó el lugar de Zulianos FC tras llegar a un acuerdo. Por primera vez en la historia del fútbol venezolano el equipo campeón de la temporada anterior no defiende su título, Nacional Táchira decide retirarse en la mitad del campeonato por problemas financieros.

## Equipos participantes
Los equipos participantes en la Temporada 2002-03 de la Primera División del Fútbol Venezolano son los siguientes:
| - Carabobo FC - Caracas FC - Deportivo Italchacao - Deportivo Trujillanos - Deportivo Táchira FC |  | - Estudiantes FC - Mineros de Guayana - Monagas SC - Nacional Táchira - UA Maracaibo |

## Torneo Apertura 2002

### Clasificación
|    | Equipo                | PTS | JJ | JG | JE | JP | GF | GC | DG  |
| -- | --------------------- | --- | -- | -- | -- | -- | -- | -- | --- |
| 1  | Caracas FC            | 35  | 18 | 10 | 5  | 3  | 33 | 18 | +15 |
| 2  | Deportivo Italchacao  | 31  | 18 | 8  | 7  | 3  | 29 | 18 | +11 |
| 3  | Carabobo FC           | 30  | 18 | 8  | 6  | 4  | 22 | 18 | +4  |
| 4  | Monagas SC            | 26  | 18 | 8  | 2  | 8  | 26 | 24 | +2  |
| 5  | Deportivo Táchira FC  | 24  | 18 | 6  | 6  | 6  | 24 | 25 | -1  |
| 6  | UA Maracaibo          | 23  | 18 | 5  | 8  | 5  | 21 | 24 | -3  |
| 7  | Estudiantes FC        | 22  | 18 | 5  | 7  | 6  | 19 | 24 | -5  |
| 8  | Nacional Táchira      | 21  | 18 | 6  | 3  | 9  | 16 | 23 | -7  |
| 9  | Mineros de Guayana    | 18  | 18 | 4  | 6  | 8  | 19 | 23 | -4  |
| 10 | Deportivo Trujillanos | 14  | 18 | 4  | 2  | 12 | 23 | 35 | -12 |

Leyenda: PTS (Puntos), JJ (Juegos jugados), JG (Juegos Ganados), JE (Juegos Empatados), JG (Juegos Perdidos), GF (Goles a Favor), GC (Goles en Contra), DG (Diferencia de Goles).

## Torneo Clausura 2003

### Clasificación
|    | Equipo                | PTS | JJ | JG | JE | JP | GF | GC | DG  |
| -- | --------------------- | --- | -- | -- | -- | -- | -- | -- | --- |
| 1  | UA Maracaibo          | 31  | 16 | 8  | 7  | 1  | 21 | 9  | +12 |
| 2  | Deportivo Italchacao  | 30  | 16 | 8  | 6  | 2  | 32 | 20 | +12 |
| 3  | Deportivo Trujillanos | 25  | 16 | 6  | 7  | 3  | 17 | 15 | +2  |
| 4  | Caracas FC            | 22  | 16 | 5  | 7  | 4  | 18 | 13 | +5  |
| 5  | Estudiantes FC        | 22  | 18 | 5  | 7  | 6  | 19 | 24 | -5  |
| 6  | Deportivo Táchira FC  | 19  | 16 | 4  | 7  | 5  | 13 | 16 | -3  |
| 7  | Monagas SC            | 19  | 16 | 5  | 4  | 7  | 17 | 22 | -5  |
| 8  | Mineros de Guayana    | 13  | 16 | 3  | 4  | 9  | 16 | 24 | -8  |
| 9  | Carabobo FC           | 9   | 16 | 1  | 6  | 9  | 9  | 25 | -16 |
| 10 | Nacional Táchira      | 0   | 0  | 0  | 0  | 0  | 0  | 0  | 0   |

Leyenda: PTS (Puntos), JJ (Juegos jugados), JG (Juegos Ganados), JE (Juegos Empatados), JG (Juegos Perdidos), GF (Goles a Favor), GC (Goles en Contra), DG (Diferencia de Goles).

## Final
| 28 de mayo de 2003 | UA Maracaibo | 1-1 | Caracas FC |  |  |
|                    | M. Milozzi   |     | S. Rivas   |  |  |

| 1 de junio de 2003                                                     | Caracas FC           | 3-0 | UA Maracaibo |  |  |
|                                                                        | D. Guerra · S. Rivas |     |              |  |  |
| Caracas FC consigue su 6to título de la Primera División de Venezuela. |                      |     |              |  |  |

Caracas FC

Campeón

## Acumulada

### Clasificación
|    | Equipo                | PTS | JJ | JG | JE | JP | GF | GC | DG  |                        |
| -- | --------------------- | --- | -- | -- | -- | -- | -- | -- | --- | ---------------------- |
| 1  | Deportivo Italchacao  | 61  | 34 | 16 | 13 | 5  | 61 | 38 | +23 | Copa Sudamericana 2003 |
| 2  | Caracas FC            | 57  | 34 | 15 | 12 | 7  | 51 | 31 | +20 | Copa Libertadores 2004 |
| 3  | UA Maracaibo          | 54  | 34 | 13 | 15 | 6  | 42 | 33 | +9  | Copa Libertadores 2004 |
| 4  | Monagas SC            | 45  | 34 | 13 | 6  | 15 | 43 | 46 | -3  | Copa Sudamericana 2003 |
| 5  | Estudiantes FC        | 44  | 34 | 11 | 11 | 12 | 42 | 46 | -4  |                        |
| 6  | Deportivo Táchira FC  | 43  | 34 | 10 | 13 | 11 | 37 | 41 | -4  | Copa Libertadores 2004 |
| 7  | Deportivo Trujillanos | 39  | 34 | 10 | 9  | 15 | 40 | 50 | -10 |                        |
| 8  | Carabobo FC           | 39  | 34 | 9  | 12 | 13 | 31 | 43 | -12 |                        |
| 9  | Mineros de Guayana    | 31  | 34 | 7  | 10 | 17 | 35 | 47 | -12 | Promoción              |
| 10 | Nacional Táchira      | 21  | 18 | 6  | 3  | 9  | 16 | 23 | -13 | Descenso               |

Leyenda: PTS (Puntos), JJ (Juegos jugados), JG (Juegos Ganados), JE (Juegos Empatados), JG (Juegos Perdidos), GF (Goles a Favor), GC (Goles en Contra), DG (Diferencia de Goles).

### Top 5 goleadores
| Jugador | Jugador              | Jugador           | Goles | Equipo                                    |
| ------- | -------------------- | ----------------- | ----- | ----------------------------------------- |
| 1       | Bandera de Venezuela | Juan García       | 19    | Monagas y Mineros de Guayana              |
| 2       | Bandera de Venezuela | Cristian Cásseres | 18    | Deportivo Italchacao                      |
| 3       | Bandera de Argentina | Matías Milozzi    | 12    | Deportivo Trujillanos y Maracaibo         |
| 3       | Bandera de Venezuela | Daniel Noriega    | 12    | Mineros de Guayana y Deportivo Italchacao |
| 5       | Bandera de Argentina | Guillermo Beraza  | 11    | Deportivo Italchacao                      |